# Муса (султан Маринидов)
Муса ибн Фарис аль-Мутаваккиль, или Муса (ум. 1386) — маринидский султан Марокко в 1384—1386 годах.

## Биография
Муса ибн Фарис сменил на троне Абу-ль-Аббаса Ахмада в 1384 году. Его возвышение были инспирировано династией Насридов из эмирата Гранада. Муса ибн Фарис был сыном бывшего султана Абу Инана Фариса и, как упоминают летописи, — калекой.
Муса правил до 1386 года, когда его сменил Мухаммад ибн Ахмад Абу Зайян аль-Ватик, а через год Абу-ль-Аббас Ахмад вернул себе трон.